# Zoljevo
Zoljevo je naselje u gradu Leskovcu, Jablanički upravni okrug, Srbija. Prema popisu iz 2022. godine u Zoljevu je živjelo 215 stanovnika.